# Tha Mexakinz
Tha Mexakinz — латиноамериканский рэп-дуэт из города Лонг-Бич, штат Калифорния, США. Образован в начале 1990-х годов. Всего у дуэта выпущено три альбома.

## История
В состав «Tha Mexakinz» вначале входили Руди Акулета («I-Man») и Родриго Наварро («Sinful»). В 1993 году они заключили контракт с Motown Records. В том же году был записан их дебютный сингл «Phonkie Melodia», который достиг 32-й строчки в американском чарте «Billboard Maxi-Singles». 17 мая 1994 года вышел первый альбом группы — «Zig Zag», который занял 40-е место в Top Heatseekers. 13 августа 1996 года был выпущен второй альбом «Tha Mexakinz», получивший название в честь группы. Премьера третьего и последнего на данный момент альбома «Crossing All Borders» прошла 13 октября 1998 года. В 2006 году дуэт выступал в Лос-Анджелесе на фестивале «Los Angeles Hip Hop & Reggaeton Fest». В 2009 году к группе присоединился новый участник — Мануэль Наварро («Cashmiro»).
В 2009 году Акулета был обвинён в ряде уголовных преступлений, в том числе в изнасиловании. Суд начался 1 июля. 8 июля в отношении него вынесли оправдательный приговор. Однако 23 июля по другому эпизоду (угрозы убить свою бывшую девушку и всю её семью) Руди получил 5 лет условного срока.

## Стиль
«Tha Mexakinz» приобрели известность как представители андеграунда, сочетающие в своём творчестве элементы хип-хопа и альтернативного рока. В последнем альбоме «Crossing All Borders» группа экспериментировала с ска-панком.

## Дискография

### Альбомы
- 1994 — Zig Zag
- 1996 — Tha Mexakinz
- 1998 — Crossing All Borders

### Синглы
- 1993 — Phonkie Melodia
- 1994 — Extaseason
- 1995 — Confessions: Hell Don't Pay
- 1996 — Burnin' Hot
- 1997 — Problems
- 1997 — The Wake Up Show